# Victor Möhmel
Victor Möhmel (* um 2002) ist ein deutscher Jazzmusiker (Piano, Komposition).

## Wirken
Möhmel studierte an der Hochschule für Musik Dresden. Im Duo mit dem Saxophonisten Timur Valitov, das 2021 entstand, spielte er das Album Dialogues Vol. 1 ein, das 2023 bei Unit Records erschien. Mit der Sängerin Kateryna Kravchenko trat er im selben Jahr bei JazzBaltica auf.
Mit seinem Trio, zu dem Jonas Hagen (Bass) und Samuel Dietze (Schlagzeug) gehören, errang Möhmel 2023 den Kammermusikpreis des Fördervereins der Hochschule. Mit Kravchenkos Jazzensemble InSpace gewann er 2022 einen der beiden Preise des New Generation #JazzLab in der Schweiz.